# Чыйырчык
Чыйырчык (кирг. Чыйырчык) — село в Таласском районе Таласской области Кыргызстана. Входит в состав Джергеталского аильного округа. Код СОАТЕ — 41707 232 810 03 0.

## Население
По данным переписи 2009 года, в селе проживало 250 человек.